# Paraxerus ochraceus
Paraxerus ochraceus је сисар из реда глодара и породице веверица (Sciuridae). 

## Распрострањење
Врста има станиште у централној Кенији и централној и североисточној Танзанији, могуће је да је присутна и у Јужном Судану и Сомалији.

## Станиште
Станиште врсте Paraxerus ochraceus су полусушне саване торнвелд, у којима преовлађују трава и трновито жбуње и акације.
Врста је по висини распрострањена до 2.500 метара надморске висине. 

## Угроженост
Ова врста није угрожена, и наведена је као последња брига јер има широко распрострањење.

### Популациони тренд
Популација ове врсте је стабилна, судећи по доступним подацима.